# Stachytarpheta
Genre
Classification APG III (2009)
Stachytarpheta est un genre de plantes à fleurs de la famille des Verbénacées.

## Aire de répartition
La plupart des espèces sont originaires d'Amérique. Quelques-unes proviennent d'Eurasie et d'Afrique.

## Étymologie
Le nom de genre Stachytarpheta vient des mots grecs signifiant épi (στάχυς, « stakhus ») et dense, épais (ταρφύς, « tarphus »). Il fait référence à l'inflorescence en épi que l'on trouve chez de nombreuses espèces de ce genre.

## Divers
Les fleurs des Stachytarpheta durent une journée. Mais si l'épi floral est détaché de la plante, les corolles tombent en quelques minutes.

## Liste d'espèces
Le genre Stachytarpheta comprend environ 90 espèces
- Stachytarpheta × abortiva Danser
- Stachytarpheta acuminata DC. ex Schauer
- Stachytarpheta × adulterina Urb. & Ekman
- Stachytarpheta ajugifolia Schauer
- Stachytarpheta alata (Moldenke) S.Atkins
- Stachytarpheta albiflora DC. ex Schauer
- Stachytarpheta almasensis Mansf.
- Stachytarpheta amplexicaulis Moldenke
- Stachytarpheta andersonii Moldenke
- Stachytarpheta angolensis Moldenke
- Stachytarpheta arenaria S.Atkins
- Stachytarpheta atriflora S.Atkins
- Stachytarpheta bicolor Hook.f.
- Stachytarpheta boldinghii Moldenke
- Stachytarpheta brasiliensis Moldenke
- Stachytarpheta bromleyana S.Atkins
- Stachytarpheta caatingensis S.Atkins
- Stachytarpheta cajamarcensis Moldenke
- Stachytarpheta calderonii Moldenke
- Stachytarpheta candida Moldenke
- Stachytarpheta canescens Kunth
- Stachytarpheta cassiae S.Atkins
- Stachytarpheta cayennensis (Rich.) Vahl
- Stachytarpheta cearensis Moldenke
- Stachytarpheta coccinea Schauer
- Stachytarpheta commutata Schauer
- Stachytarpheta confertifolia Moldenke
- Stachytarpheta crassifolia Schrad.
- Stachytarpheta dawsonii Moldenke
- Stachytarpheta × debilis Danser
- Stachytarpheta diamantinensis Moldenke
- Stachytarpheta discolor Cham.
- Stachytarpheta elegans Welw.
- Stachytarpheta fallax A.E.Gonç.
- Stachytarpheta frantzii Pol.
- Stachytarpheta friedrichsthalii Hayek
- Stachytarpheta froesii Moldenke
- Stachytarpheta fruticosa (Millsp.) B.L.Rob.
- Stachytarpheta galactea S.Atkins
- Stachytarpheta ganevii S.Atkins
- Stachytarpheta gesnerioides Cham.
- Stachytarpheta glabra Cham.
- Stachytarpheta glandulosa S.Atkins
- Stachytarpheta glauca (Pohl) Walp.
- Stachytarpheta glazioviana S.Atkins
- Stachytarpheta × gracilis Danser
- Stachytarpheta grisea Moldenke
- Stachytarpheta guedesii S.Atkins
- Stachytarpheta harleyi S.Atkins
- Stachytarpheta hassleri Briq.
- Stachytarpheta hatschbachii Moldenke
- Stachytarpheta hintonii Moldenke
- Stachytarpheta hirsutissima Link
- Stachytarpheta hispida Nees & Mart.
- Stachytarpheta × hybrida Moldenke
- Stachytarpheta indica (L.) Vahl
- Stachytarpheta integrifolia (Pohl) Walp.
- Stachytarpheta × intercedens Danser
- Stachytarpheta itambensis S.Atkins
- Stachytarpheta jamaicensis (L.) Vahl
- Stachytarpheta kingii Moldenke
- Stachytarpheta lactea Schauer
- Stachytarpheta lacunosa Mart. ex Schauer
- Stachytarpheta laevis Moldenke
- Stachytarpheta lanata Schauer
- Stachytarpheta linearis Moldenke
- Stachytarpheta longiflora Turcz.
- Stachytarpheta longispicata (Pohl) S.Atkins
- Stachytarpheta lopez-palacii Moldenke
- Stachytarpheta luisana (Standl.) Standl.
- Stachytarpheta lundellae Moldenke
- Stachytarpheta lychnitis Mart. ex Schauer
- Stachytarpheta lythrophylla Schauer
- Stachytarpheta macedoi Moldenke
- Stachytarpheta marginata Vahl
- Stachytarpheta martiana Schauer
- Stachytarpheta matogrossensis Moldenke
- Stachytarpheta maximiliani Schauer
- Stachytarpheta mexiae Moldenke
- Stachytarpheta microphylla Walp.
- Stachytarpheta miniacea Moldenke
- Stachytarpheta monachinoi Moldenke
- Stachytarpheta mutabilis (Jacq.) Vahl
- Stachytarpheta orubica (L.) Vahl
- Stachytarpheta pachystachya Mart. ex Schauer
- Stachytarpheta paraguariensis Moldenke
- Stachytarpheta peruviana Moldenke
- Stachytarpheta petenensis Moldenke
- Stachytarpheta piranii S.Atkins
- Stachytarpheta pohliana Cham.
- Stachytarpheta polyura Schauer
- Stachytarpheta procumbens Moldenke
- Stachytarpheta puberula (Moldenke) S.Atkins
- Stachytarpheta pycnodonta Urb.
- Stachytarpheta quadrangula Nees & Mart.
- Stachytarpheta quirosana Moldenke
- Stachytarpheta radlkoferiana Mansf.
- Stachytarpheta restingensis Moldenke
- Stachytarpheta reticulata Mart. ex Schauer
- Stachytarpheta rhomboidalis (Pohl) Walp.
- Stachytarpheta rivularis Moldenke
- Stachytarpheta robinsoniana Moldenke
- Stachytarpheta rupestris S.Atkins
- Stachytarpheta scaberrima Cham.
- Stachytarpheta schottiana Schauer
- Stachytarpheta sellowiana Schauer
- Stachytarpheta sericea S.Atkins
- Stachytarpheta sessilis Moldenke
- Stachytarpheta simplex Hayek
- Stachytarpheta spathulata Moldenke
- Stachytarpheta speciosa Pohl ex Schauer
- Stachytarpheta sprucei Moldenke
- Stachytarpheta stannardii S.Atkins
- Stachytarpheta steyermarkii Moldenke
- Stachytarpheta straminea Moldenke
- Stachytarpheta strigosa Vahl
- Stachytarpheta subincisa Turcz.
- Stachytarpheta svensonii Moldenke
- Stachytarpheta tabascana Moldenke
- Stachytarpheta trimeni Rech.
- Stachytarpheta × trimenii Rech.
- Stachytarpheta trinitensis Moldenke
- Stachytarpheta trispicata Nees & Mart.
- Stachytarpheta tuberculata S.Atkins
- Stachytarpheta urticifolia (Salisb.) Sims
- Stachytarpheta velutina Moldenke
- Stachytarpheta villosa (Pohl) Cham.
- Stachytarpheta violacea Miranda
- Stachytarpheta viscidula Schauer
- Stachytarpheta weberbaueri Moldenke